# Alicia Rosalía Wigdorovitz de Camilloni
Alicia Rosalía Wigdorovitz de Camilloni (Moisés Ville, Santa Fe, 30 de enero de 1936), es una pedagoga argentina, especialista en didáctica, evaluación y educación superior. Entre otras distinciones, recibió el Premio Konex en Educación en 1996, el Diploma al Mérito como Caballero de la Orden de las Palmas Académicas en 2001 y el Primer Premio a la Obra Teórica de Educación en la 34° Feria Internacional del Libro de Buenos Aires. 

## Biografía

### Primeros años
Alicia Rosalía Wigdorovitz nació el 30 de enero de 1936 en Moisés Ville, el primer pueblo judío en la provincia de Santa Fe, Argentina, fundado por sus abuelos. Allí transitó sus primeros años de la escuela primaria gracias a los avances pedagógicos hechos dentro de la provincia. Años después, sus padres se trasladaron a la provincia de Buenos Aires, donde la enviaron a la escuela Presbítero Manuel Alberti, en la cual se le presentó la oportunidad de dar clases especiales de historia y matemática, debido a sus sobresalientes capacidades como estudiante. Inició su educación secundaria en el Liceo N° 2, en José María Moreno y Rivadavia, y la terminó en el Liceo N°4, en 1953.

### Educación superior
En 1954, Camilloni ingresó a la Facultad de Filosofía y Letras. Al término de su primer año, en conjunto con algunos compañeros que formaban parte del centro de estudiantes, quedó fuera de la facultad. Consecuentemente, optó por ingresar al Instituto Nacional Superior del Profesorado Secundario, actualmente conocido como Instituto Superior del Profesorado Dr. Joaquín V. González, donde siguió el Profesorado de Filosofía y Pedagogía. Lo mismo volvió a ocurrir en su primer año de profesorado. En este caso, los alumnos echados fueron reincorporados tras el cambio de gobierno en 1955. Asimismo, el cambio de gobierno le hizo preguntarse si seguir estudiando en el instituto, donde hubiese tenido que preparar nuevamente todas sus materias, o continuar su formación en la Facultad de Filosofía y Letras. Al final, Camilloni decidió seguir estudiando en el instituto, donde se recibió de Profesora de Filosofía y Pedagogía.
En simultáneo con sus estudios, Camilloni asistió como oyente a varias clases en la facultad gracias a sus contactos dentro del cuerpo de estudiantes. Estas clases le permitieron entrar en contacto con figuras tales como Risieri Frondizi en Problemas de la Filosofía Contemporánea, hasta que la diabetes le impidió seguir dando clases, y Mario Bunge en Filosofía de la Ciencia, quien la invitó tras haber hecho un curso juntos. Estas conexiones le permitieron volverse asistente de cátedra de Bunge al mismo tiempo que completaba sus estudios. En una entrevista hecha para la «Revista de Educación» (2018), afirma que Bunge es uno de los docentes que más recuerda debido a su interacción no solo con los alumnos, sino que con sus mentes.
En 1957, se une a la recientemente formada carrera de sociología, en la Facultad de Filosofía y Letras, donde se gradúa de profesora gracias a los conocimientos en filosofía y psicología que adquirió en la Universidad de Buenos Aires.
Durante estos años, Camilloni formó relaciones con varias figuras dentro del ámbito educativo, como Andrés Mercado Vera, Francisco Gonzáles Ríos y Ofelia Bellinotto. Con esta última en especial, Alicia tuvo un seminario anual donde ella y otros alumnos aprendieron a leer la filosofía de Platón y Aristóteles. Y si bien sus estudios en filosofía y psicología fueron de muy buena calidad, Camilloni se considera a sí misma como una autodidacta en lo que a pedagogía respecta. Puesto que, como ella misma lo describe, «[…] cuando uno se dedica a la docencia, lo que le gusta es estudiar, estudiar y enseñar, pero estudiar». 
Luego de recibirse el 31 de julio de 1959, decidió hacer una especialización en el Instituto Nacional Superior del Profesorado Secundario, el Curso de Formación de Profesor Adscripto.

### Vida profesional
La vida profesional de Alicia Camilloni ha estado profundamente marcada por su dedicación a la educación, la docencia universitaria y la gestión académica desde 1959 hasta la actualidad.
Se recibió de Profesora de Filosofía y Pedagogía en el Instituto Nacional Superior del Profesorado en 1959, y desde entonces, desarrolló una extensa trayectoria docente en universidades como la UBA, la Universidad de Morón, la Universidad Nacional de Luján, entre otras.
En 1971 ganó una beca de la Association for the Evaluation of Educational Achievement para asistir a un Seminario Internacional sobre Desarrollo del Currículum, en Suecia, dirigido por Benjamin Bloom, que influyó decisivamente en su perspectiva sobre el desarrollo curricular. Siendo la más joven del equipo, participó en la elaboración de los lineamientos curriculares de 1972, una reforma educativa clave en el sistema nacional, donde se desempeñó como coordinadora.
Al volver a la Argentina, Camilloni retomó su labor como profesora en el Instituto del Profesorado y fue convocada por el Ministerio de Educación para diseñar un nuevo currículum escolar. En 1974, volvió al Instituto del Profesorado tras finalizar su contribución al Ministerio de Educación. Fue elegida directora del Departamento de Filosofía, Psicología y Ciencias de la Educación. En la década del 1980, decidió dejar la educación formal momentáneamente para dedicarse a la capacitación de empresas.
En 1986, Gilda Romero Brest, directora del departamento de Ciencias Didácticas de la Educación, le ofreció un puesto como profesora de Didáctica I, el cual ganó  y mantuvo hasta su jubilación. Durante el mismo año fue secretaria de Asuntos Académicos de la UBA, puesto que tuvo duración hasta el año 2002. En el mismo arco anual, fue Vicerrectora de la Universidad de Palermo, hasta el año 2006; y Profesora Consulta Titular de la Facultad de Filosofía y Letras de la UBA hasta el año 2009.

## Ideas

### Sobre la enseñanza
«[…] la enseñanza para mí es asimétrica, pero con una puerta abierta donde lo que yo justamente intento hacer es abrir puertas.»
Camilloni define a la enseñanza como una oportunidad para que los docentes puedan expandir las posibilidades de los estudiantes. Es una relación asimétrica donde el poder del que enseña no debe ser utilizado para imponer su mentalidad sobre el otro, sino que tiene la responsabilidad de brindar herramientas para que aquel que se encuentra en desarrollo sea capaz de expandir sus horizontes académicos según sus propios criterios particulares. Camilloni considera que la enseñanza recae en el placer del estudio y el aprendizaje. Una persona dedicada a la docencia debe ser alguien dispuesto a estudiar y aprender no solo por el bien de sus estudiantes, sino por su propio crecimiento. Respecto a esta definición, Camilloni explica que:
«[…] el docente es aquel que tiene que seguir estudiando... entonces la docencia no es solamente el trabajo de enseñar, sino de obligarse a seguir aprendiendo, a continuar repensando.»
Dentro de esta concepción del aprendizaje, Camilloni también hace apreciación del estado y necesidad actual por la sustentabilidad y manutención de las universidades nacionales:
«Sigo creyendo que a la universidad nacional hay que cuidarla mucho porque cumple una función absolutamente insustituible. Los sistemas universitarios se han convertido en algo muy heterogéneo, por eso es clave definir claramente cuál es el proyecto de universidad que el país necesita y el tipo de formación que hay que dar. Este, creo, es uno de los motivos de reflexión más interesantes respecto de las universidades. Hay que tomar posturas claras y poder gestionarlas.»

### Sobre las evaluaciones
Concibe la evaluación como una práctica educativa esencial que trasciende a la medición de resultados. Para Camilloni, evaluar no es un acto neutral ni aislado, sino que responde siempre a un propósito específico y está profundamente implicado con responsabilidades sociales y pedagógicas. En su conferencia «La responsabilidad pedagógica y social de la evaluación de los aprendizajes» (2015), en las 24° Jornadas Internacionales de Educación, sostiene que:
«Nunca se evalúa porque sí, siempre se evalúa para algo […] la evaluación de los aprendizajes, responsable social y pedagógicamente, está sujeta a ciertos criterios imperativos. Debe ser creíble, los implicados deben confiar en ella, debe estar destinada a lograr la igualdad en el funcionamiento de los sistemas y en las oportunidades educativas. Exige justicia en la evaluación, respeto a la diversidad institucional, a la diversidad de los alumnos y a la diversidad de los profesores.»
Para Camilloni, la responsabilidad sobre las evaluaciones recae en la variedad de objetivos y posibles resultados detrás de la evaluación. En la misma conferencia, Camilloni pone el énfasis en los diversos tipos de objetivos que pueden existir detrás de una evaluación.

## Premios y reconocimientos
Entre los años 1970 y 2000, recibió los siguientes premios y reconocimientos: 
- Aide-de-camp del Gobernador del Estado de Nuevo México (EEUU) (1974)
- Mención de Honor. Fundación Centro de Estudios para la República (FUNCER) (1996)
- Huésped Ilustre de la ciudad de Trujillo (Perú) (1996)
- Profesora Honoraria de la Universidad César Vallejo de la ciudad de Trujillo (Perú) (1996)
- Premios Konex: Diploma al mérito como una de las cinco mejores figuras de la década 1986-1996 de las Humanidades Argentinas en la Disciplina Educación. Fundación Konex. (1996)

Entre 2000 y 2015, fue reconocida con: 
- Huésped de honor de la Universidad Nacional de Rosario (2000)
- Premio Vocación Académica 2001. Fundación El Libro, Diario Clarín y Lázara Grupo Editor. Feria Internacional del Libro, Buenos Aires (2001)
- Chevalier de l’Ordre des Palmes Académiques otorgado por el Gobierno de la República Francesa (Francia) (2001)
- Profesora Honoraria de la Universidad de Morón (2005)
- Visitante Ilustre de la Universidad Nacional de La Rioja (2006)
- Miembro del Gran Jurado de los Premios KONEX 2006 Humanidades (2006)
- Primer Premio en el rubro Obra Teórica de Educación otorgado por la 34ª Feria Internacional del Libro de Buenos Aires, otorgado por el libro «El saber didáctico» (2007) en coautoría con Estela Cols, Laura Basabe y Silvina Feeney (2008)
- Miembro Honorario de la Academia Nacional de Educación (2013)
- Declarada Visitante Distinguida de la Ciudad de Rosario por el Consejo Municipal de Rosario (Decreto N° 41796) (2014)
- Otorgada la distinción como Doctora Honoris Causa por el Honorable Consejo Superior de la Universidad Nacional del Litoral[6] (2017)
- Integrante de la Comisión de Evaluación para los Premios Houssay y Houssay Trayectoria (Premios Bernardo Houssay) 2013, del área Ciencias Sociales. (2014-2015)

## Obras destacadas
1. Wigdorovitz de Camilloni, A. R. (1984) La formación de los docentes del nivel medio. En: Propuestas para el debate en 1984. Centro Editor de América Latina, Buenos Aires. ISBN 950-25-0062-8.[2]
2. Wigdorovitz de Camilloni, A. R. y Levinas, M. (1985) El Enigma del Zoológico. En: Guías de actividades en Educación Creativa. ORT, Argentina.[2]
3. Wigdorovitz de Camilloni, A. R. y Levinas, M. (1985) Poblaciones y Ambiente. En: Guías de actividades en Educación Creativa. ORT, Argentina.[2]
4. Aguerreberry, R. y Wigdorovitz de Camilloni, A. R. (1985) Construcción de un juego. En: Guías de actividades en Educación Creativa. ORT, Argentina.[2]
5. Saniewicz, N., Nillni, E. y Wigdorovitz de Camilloni, A. R. (1985) El hombre en la Prehistoria. En: Guías de actividades en Educación Creativa. ORT, Argentina, 1985.[2]
6. Wigdorovitz de Camilloni, A. R. (1987) El currículum del Ciclo Básico. En: Aportes para la transformación del nivel medio. Centro de Participación Política. Cuadernos 4. Buenos Aires.[2]
7. Wigdorovitz de Camilloni, A. R. (1988) Formación del personal científico y técnico. En: La integración de la Ciencia y la Tecnología en la planificación del desarrollo en Uruguay. UNESCO, Montevideo.[2]
8. Wigdorovitz de Camilloni, A. R. y Levinas, M. L. (1989) Pensar, descubrir y aprender. Aique Didáctica, Buenos Aires. ISBN 978-987-06-0108-1.[2]
9. Wigdorovitz de Camilloni, A. R. (1995) Corrientes Didácticas Contemporáneas. Paidós, Buenos Aires.[7]
10. Wigdorovitz de Camilloni, A. R., Cols, E., Basabe, L. y Feeney, S. (2007) El saber didáctico. Paidós, Buenos Aires. ISBN 978-950-12-6154-7[2]
11. Wigdorovitz de Camilloni, A. R. (2016) Leer a Comenio: Su tiempo y su didáctica. Paidós, Buenos Aires.[7]